# مستر مارکوس
مستر مارکوس (انگلیسی: Mr. Marcus؛ زاده ۴ سپتامبر ۱۹۷۰) یک بازیگر پورنوگرافی اهل ایالات متحده آمریکا است.